# Express Image
Az Express Image című lemez az újjáalakult Illés-együttes második, egyben utolsó stúdióalbuma, 1980-ban jelent meg Csehszlovákiában, Pozsonyban. A dalok angol nyelven szólalnak meg.

## Az album dalai
1. Fire in My Life (Jenei Szilveszter – Galla Miklós – Miklós Tibor)
2. Sooner or Later (Bartók Z. – Galla Miklós)
3. Race With Time (Jenei Szilveszter – Galla Miklós- Miklós Tibor)
4. Hear Me, Here I Am (Horváth I. – Galla Miklós)
5. Express of Timeless Love (Jenei Szilveszter – Horváth Attila)
6. Midnight Lover (Illés Lajos – Horváth Attila)
7. The Dawn in The Town (Illés Lajos – Horváth Attila)
8. Borrowin' Man (L'. Štassel – Galla Miklós)
9. Lazin' (J. Lehotský – Galla Miklós)
10. Childhood's End (Illés Lajos, J. Kinček – Horváth Attila)

## Közreműködők
- Illés Lajos – zongora
- Jenei Szilveszter – gitár, ének
- Selmeczi László – basszusgitár, ének
- Pálmai Zoltán – dob, ütőhangszerek